# Кумичовська печера
Кумичовська (рос. Кумичевская) — печера в Архангельській області, на Біломорсько-Кулойському плато європейської півночі Росії. Карстова печера комплексного (горизонтального и вертикального) типу простягання. Загальна протяжність — 5000 м. Глибина печери становить 23 м. Категорія складності проходження ходів печери — 2Б.